# Centola
Centola (Cèndula in dialetto cilentano) è un comune italiano di 4 957 abitanti della provincia di Salerno in Campania.

## Geografia fisica
- Classificazione sismica: zona 3 (sismicità bassa), Ordinanza PCM. 3274 del 20/03/2003.

## Storia
La leggenda vuole che Centola sia stata fondata intorno al XVI secolo da una cosiddetta “centuria” di profughi provenienti dall'antica città di Molpa: da questa “centuria” sarebbe poi derivato il nome al paese. Tuttavia Carla Marcato, ricercatrice dell'Università di Udine, ritiene molto più probabile una discendenza del toponimo da un'unità di misura agraria. Del resto il paese risulta più antico di quanto vorrebbe la leggenda.
Il territorio comunale è stato abitato sin dai tempi più remoti: alcuni scavi effettuati in Località S. Paolo intorno agli anni '50, hanno portato alla luce una necropoli arcaica risalente al VI secolo a.C. con inumazioni ed arredi funerari. Presso capo Palinuro, inoltre, sopra l'altura compresa fra i due fiumi Lambro e Mingardo. sorgeva la città di Molpa, fondata dagli Ioni intorno al 450 a.C. Altri scavi hanno evidenziato tracce umane precedenti all'arrivo dei greci, alcune attribuibili al popolo dei Tirreni altre riconducibili al Paleolitico.
In epoca greca l'abitato di Molpa, unitamente a Palinuro (che all'epoca era un piccolo villaggio sorto sull'omonimo capo) probabilmente dipendeva amministrativamente dalla ricca e potente Sibari. La polis di Pal-Mol durò il breve periodo di trent'anni: nel 510 a.C. la colonia fu misteriosamente abbandonata, forse a causa di una tremenda epidemia. Molpa venne rifondata in epoca romana per ragioni difensive: fu munita difatti di stazioni di osservazioni per l'avvistamento di navi cartaginesi. Successivamente la zona fu anche scelta come residenza estiva da diverse famiglie patrizie e, secondo la leggenda, fu anche dimora dell'imperatore Massimiano, che dopo la rinuncia all'impero avvenuta nel 305 d.C. scelse di abitare in questa terra per la bellezza dei luoghi e la bontà dei vini prodotti nella zona.
In epoca medioevale ebbe inizio la decadenza di Molpa. La città fu presa prima dagli Ostrogoti e poi, nel corso della guerra gotica (535-553), fu distrutta nel 547 da Belisario, generale bizantino. I superstiti si rifugiarono presso vari monasteri dei dintorni, concorrendo alla fondazione di alcuni paesini tuttora esistenti. Alcuni di questi superstiti, in numero di cento, raggiunsero le colline e si stabilirono ai piedi della montagna delle Fontanelle, in un posto riparato e sicuro, detto Vallone. Fu forse dal numero dei fuggitivi che diedero vita al nuovo nucleo abitativo che questo luogo fu chiamato 'Centula'.
Durante il periodo longobardo Centola si ingrandì notevolmente e il suo sviluppo avvenne intorno alla Badia di Santa Maria degli Angeli, della quale oggi non resta più nulla. La Badia sorse come eremo fra il 515 e i 530 ad opera di monaci basiliani. Divenne Badia nel 750 e i suoi monaci continuarono a seguire la regola di San Basilio, la quale voleva che alla preghiera si unisse il lavoro. Pertanto crearono scuole, orfanotrofi, ospizi, un mulino, un frantoio, un monte di credito, vaste piantagioni di ulivi e una biblioteca ricca di manoscritti, svolgendo così un ruolo di guida sia nella vita spirituale che nella vita sociale di Centola.
Sovrastante la valle del fiume Mingardo, intorno al IX-X secolo si sviluppò il centro di san Severino, oggi abbandonato, nel quale restano tracce di un castello ed una chiesa. Il centro fu di notevole importanza strategica per i longobardi. Fortificato sia dai normanni che dagli svevi, in epoca aragonese cominciò a decadere, per essere definitivamente abbandonato nel XIX secolo.
I Normanni amministrarono il territorio di Centola fino al 1189. A partire da questo anno e fino al 1268 il territorio fu sotto la giurisdizione degli Svevi, a cui succedettero gli Angioini fino al 1435.
Centola nacque quindi sotto la dominazione bizantina di Giustiniano ma, dopo appena undici anni, passò sotto la dominazione longobarda; vide poi susseguirsi le dominazioni dei Normanni, degli Svevi, degli Angioini, degli Aragonesi, degli Spagnoli e dei Borboni.
Intorno al 1250, durante il periodo svevo, Centola divenne 'Universitas'. Essa godeva di una sua autonomia amministrativa, aveva un suo Statuto, un 'Sindicus' eletto dai cittadini, un proprio giudice, un 'baglivo' che amministrava la giustizia e un 'baiulo' al quale erano affidate le terre demaniali.
Centola, la Molpa e Palinuro furono più volte attaccate e saccheggiate da pirati turco-saraceni provenienti dal mare. Per difendersi dalle scorrerie di questi pirati, fra il 1550 e il 1600, furono realizzate lungo la costa del Comune una serie di torri, tutte ancora in buone condizioni: il Fortino, la torre del Capo, la torre Formica, la torre Mozza o del Monaco, la torre del Mingardo, la torre di Calafetente e quella di Chianofaracchio.
Nel 1828 gli abitanti di Centola parteciparono alla rivolta del Cilento.
Il comune fu costituito nel 1861, all'indomani dell'unità d'Italia. Dopo l'Unità il paese è stato fortemente interessato dall'emigrazione verso le americhe.
Dal dopoguerra si è avuto un notevole sviluppo turistico, che ha completamente trasformato l'economia ed il volto di questi luoghi abitati in passato da contadini e pescatori.
Dal 1811 al 1860 ha fatto parte del circondario di Pisciotta, appartenente al Distretto di Vallo del Regno delle Due Sicilie.
Dal 1860 al 1927, durante il Regno d'Italia ha fatto parte del mandamento di Pisciotta, appartenente al Circondario di Vallo della Lucania.

## Monumenti e luoghi d'interesse

### Architetture religiose
- Convento dei Cappuccini
- Campanile risalente all'anno 1100

### Architetture civili
- Palazzo Baronale Cocozzelli
- Palazzo Baronale Lupo
- Palazzo Baronale Rinaldi

### Architetture militari
- Castello di San Severino
- Castello di Molpa

### Aree naturali

#### Grotte
Le cavità finora censite sono trentadue, di superficie e sommerse, che si insinuano e si articolano in gallerie e sale scavate nella roccia del costone palinurese delle quali solo alcune vengono sfruttate come attrazione turistica mediante esplorazioni guidate su imbarcazioni, che incessantemente prendono il largo dal porto alla scoperta di quelle che sono vere e proprie opere d'arte naturali quali la celebre "Grotta Azzurra", la "Grotta d'Argento", la "Grotta dei Monaci" e la "Grotta del Sangue". La sola grotta azzurra, la più conosciuta e visitata per gli splendidi giochi di luce e l'intensità d'azzurro di cui le sue acque si caricano, che costituisce un forziere di preziosi spunti per gli speleologi e biologi che dai primi anni '80 conducono incessanti e fruttuosi studi sulla natura morfologica, floristica e faunistica dell'incavo, definito un “laboratorio biologico in miniatura”. Nell'ambito di pochi metri, infatti, si raggruppano variazioni di luci, di idrodinamismo o di apporti trofici che nell'ambiente esterno possono interessare decine o addirittura centinaia di metri; grazie anche alla presenza sui fondali di sorgenti termali da cui sgorgano acque sulfuree che mescolandosi alle acque marine generano con i solfobatteri disposti sulle superfici rocciose, caratteristiche “nevicate” da cui trae ispirazione il nome del famoso antro della grotta noto come "Sala della Neve" e raggiungibile attraverso immersione subacquea. La favolosa tradizione delle origini di Palinuro trova poi espressione nella "Grotta delle Ossa", in località Marina di Molpa, dove è stato rinvenuto il reperto archeologico più antico. Le pareti della grotta sono incrostate di ossa di uomini e animali. Inizialmente gli studiosi, forti delle testimonianze lasciate dagli scrittori vetusti, pensavano appartenessero ai romani, i quali per due volte naufragarono presso questi lidi: una volta, durante la prima guerra punica, quando una flotta romana di ritorno dall'Africa, perse cinquecento navi; una seconda volta, al tempo di Ottaviano, quando alcuni legni dell'imperatore non riuscirono a riparare nel porto di Palinuro. I morti di entrambe le sciagure, si accumularono secondo gli esperti in tre grotte, successivamente ostruite.
- Cala Fetente: è la maggiore manifestazione del fenomeno idrotermale di Capo Palinuro. I primi venti metri della parte subaerea della grotta, lunga 300 metri, sono percorribili a piedi fino ad un lungo lago. I vapori di acido solfidrico (uovo marcio) si sentono chiaramente avvicinandosi con la barca, infatti la zona si chiama "Calafetente". L'immersione è impegnativa per la ridotta visibilità delle acque lattiginose e per gli stretti passaggi, inoltre non è possibile emergere nel lago in qualsiasi punto. Le pareti sono bianche e lanuginose per la massiccia presenza delle colonie di solfobatteri. Una caratteristica forma di corrosione chiamata "il dente", segna l'inizio di uno stretto tunnel lungo 200 metri. All'ingresso vi è l'imponente flusso di acqua opalescente che sale in superficie separato dall'acqua di mare alla quota di -9 metri. Quattro persone hanno perso la vita in questa grotta.[ quando? Fonte]

## Società

### Evoluzione demografica
Abitanti censiti

### Etnie e minoranze straniere
Secondo i dati ISTAT al 31 dicembre 2010 i cittadini stranieri residenti erano 219.
Le nazionalità maggiormente rappresentate e la rispettiva percentuale sul totale della popolazione residente erano:
- Romania 116 2,32%

## Cultura

### Musei
- Antiquarium di Palinuro

## Geografia antropica

### Frazioni
In base allo statuto comunale di Centola, oltre al paese gli altri centri abitati sono:
- Forìa 611 abitanti, 310 m s.l.m.;
- Palinuro 1 807 abitanti, 53 m s.l.m.;
- San Nicola 656 abitanti, 236 m s.l.m.;
- San Severino 429 abitanti, 130 m s.l.m.. Borgo Medievale nato intorno al 1200 ai piedi del castello, fondato verso il 1045 dal normanno Turgisio, giunto nella regione al seguito di Roberto il Guiscardo. Il nome deriva dalla famiglia Sanseverino, che lo tenne, insieme con altri feudi nell'Italia meridionale, fino al 1400. Situato sui dirupi della Gola del Diavolo, dove nel 1075 venne ucciso in un'imboscata il longobardo Guido, Conte di Policastro. Alle sue pendici scorre il fiume Mingardo. In epoca medievale era una postazione strategica di difesa. È situato all'interno del Parco Nazionale del Cilento e Vallo di Diano. Di notevole interesse il presepe vivente che si celebra ogni anno il 28 dicembre. Si tratta di una rievocazione storica della natività con l'intento di far rivivere il borgo ora disabitato. A causa del tempo e dell'incuria degli uomini il borgo ha mantenuto intatta solo la chiesa posta al centro del vecchio paese. È tuttavia ancora possibile scorgere le vecchie case, quello che resta del castello, ed insomma la vita di allora, tramite un percorso attrezzato.

## Infrastrutture e trasporti

### Principali arterie stradali
- Strada Regionale 447/b Ascea-bivio Rodio-Pisciotta-stazione S.Mauro La Bruca--Foria.
- Strada Regionale 447/c Foria-Centola-Palinuro-Porto.
- Strada Regionale 447 racc A Foria-Massicelle-Futani-Innesto SS 18.
- Strada Provinciale 17/b Bivio San Cataldo-Celle di Bulgheria-Poderia-Ponte Mingardo-Foria.
- Strada Provinciale 109 Innesto SP 17/b-Stazione di Centola.
- Strada Provinciale 239/a Innesto ex SS 447 (Palinuro km 48+000)-Piano Faracchio-Innesto ex SS 447 (Palinuro km 48+300).
- Strada Provinciale 239/b Innesto SP 239 (Piano Faracchio)-Innesto SP 239 (località Marinella).
- Strada Provinciale 345 Strada Mediana di Palinuro.
- Strada Provinciale 363 Foria di sotto-Foria di sopra.
- Strada Provinciale 364 Innesto SR ex SS 447 (Colle San Paolo)-Innesto SP 239 (Marinella).

### Ferrovie
- Stazione di Centola-Palinuro-Marina di Camerota sulla ferrovia Battipaglia-Reggio Calabria.
- Stazione di Pisciotta-Palinuro sulla ferrovia Battipaglia-Reggio Calabria.

### Porti
- Porto turistico di Palinuro

## Amministrazione
| Periodo | Periodo   | Primo cittadino             | Partito                              | Carica                  | Note |
| ------- | --------- | --------------------------- | ------------------------------------ | ----------------------- | ---- |
| 1989    | 1989      | Emiddio Sansone             |                                      | Commissario prefettizio |      |
| 1989    | 1992      | Romano Speranza             | Partito Socialista Italiano          | Sindaco                 |      |
| 1992    | 1997      | Giovanni Stanziola D'Angelo | Democrazia Cristiana                 | Sindaco                 |      |
| 1997    | 2002      | Giovanni Stanziola D'Angelo | Partito Popolare Italiano            | Sindaco                 |      |
| 2002    | 2007      | Giovanni Stanziola D'Angelo | Democrazia è Libertà - La Margherita | Sindaco                 |      |
| 2007    | 2012      | Romano Speranza             | Lista civica                         | Sindaco                 |      |
| 2012    | 2017      | Carmelo Stanziola           | Lista civica (Partito Democratico)   | Sindaco                 |      |
| 2017    | 2022      | Carmelo Stanziola           | Lista civica (Partito Democratico)   | Sindaco                 |      |
| 2022    | in carica | Rosario Pirrone             | Lista civica                         | Sindaco                 |      |

### Altre informazioni amministrative
Le competenze in materia di difesa del suolo sono delegate dalla Campania all'Autorità di bacino regionale Sinistra Sele.